# Служба занятости Израиля
Служба занятости Израиля (ивр. שירות התעסוקה‎) — официальный правительственный орган, созданный на основании Закона о службе занятости 1959 года и в соответствии с международной конвенцией о государственных службах занятости в мире. Служба занятости обслуживает жителей страны, имеющих израильское удостоверение личности, а также временных жителей, имеющих вид на жительство типа А/1.
Её функции определены в разделе 2 закона:
«Служба занятости будет собирать информацию о ситуации на рынке труда и тенденциях его развития для регулирования; Он будет заниматься обеспечением рабочих мест для тех, кто в них нуждается, и направлением работников к тем, кто в них нуждается, через бюро службы занятости, созданные в соответствии с настоящим Законом, а также будет сотрудничать с другими органами в вопросах профессиональной подготовки и ориентации в выборе профессии; Служба занятости также будет консультировать молодых соискателей работы по выбору профессии и направлять их на подходящую работу, а также будет следить за их трудоустройством и их настойчивостью на ней».
Служба занятости находится под общим контролем министра социального обеспечения и благосостояния. В апреле 2018 года министр социального обеспечения утвердил назначение Рами Граора генеральным директором Службы занятости.

## История
Уже в период второй алии лейбористские партии создали бюро труда (а также бюро алии, фонд медицинского страхования и т. д.), которые обеспечивали работой членов партии. В 1920 году лейбористские партии учредили Генеральную организацию еврейских рабочих в Земле Израиля в качестве общей структуры и передали ей свои бюро труда. В 1922 году был основан Ха-поэль ха-мизрахи с целью создания религиозной структуры, аналогичной общему Гистадруту, и среди его действий было создание бюро труда. В 1935 году члены Ревизионистского сионистского альянса вышли из общего Гистадрута и основали свой собственный Гистадрут и бюро труда для своих людей.
После создания государства, в рамках основания государственности и передачи услуг государству, в конце 1956 года правительство представило «Закон о службе занятости», который был призван перевести бюро трудоустройства в государственные рамки и запретить существование частных бюро занятости. Против закона выступили слева «Ахдут ха-Авода» и «МАПАМ», опасавшиеся вреда рабочему движению, а справа — «Общие сионисты». Уже в 1957 году государство выделило бюджетный резерв для целей реализации закона, но «Закон о службе занятости 1959 года» был принят только в январе 1959 года после многих дополнительных законодательных актов. На момент принятия закона закон был поддержан Мапам и Ахдут ха-Авода, которые ранее выступали против него. Первоначальный законопроект предусматривал возможность создания отдельных бюро трудоустройства для арабских рабочих, но этот вариант был отменен поправкой, внесённой депутатом Кнессета Элиэзером Шостаком. Закон был принят при воздержавшихся арабских депутатах Кнессета, которые поддержали поправку, так как они не хотели выступать против Мапай. Закон вступил в силу 1 апреля 1959 года, и бюро труда были переданы государству, которое стало оказывать услуги по трудоустройству . Вместе с передачей права собственности название было изменено с «Бюро труда» на «Служба занятости» и «Бюро службы занятости» или «Бюро занятости».
Согласно статьям 32-35 закона, Службе занятости были предоставлены исключительные права при трудоустройстве работников в строительстве, промышленности, электроэнергетике, водоснабжении, горнодобывающей промышленности, на транспорте, в сельском хозяйстве, охране, уборке, ресторанах, гостиницах, канцелярских делах, бухгалтерском учете, торговле и во всех других сферах, где требовался ручной труд, за исключением руководящих должностей, должностей требующих «личного доверия» и должностей, требующих высшего образования. Закон также не распространяется на трудоустройство родственников. Инспекторы службы занятости провели обходы рабочих мест с целью убедиться, что они не принимают на работу работников, не направленных через бюро трудоустройства. Работодатели, уличенные в найме работников не через службу занятости, были оштрафованы, а работники уволены. Обвинения были также предъявлены, когда шли разговоры о приеме на работу на несколько дней. Жители мошавов и кибуцев считались имеющими работу, и поэтому им запрещалось устраиваться на работу в службу занятости. После кризиса в сельском хозяйстве в конце 1950-х годов многие зарегистрировались в городе по фиктивным адресам, чтобы устроиться на работу.
В 1962 году окружной суд постановил, что термин «личное доверие» следует трактовать широко, так что даже должность продавца магазина, который обязан управлять кассовым аппаратом, может считаться должностью, освобожденной от размещения через Службу занятости.
В 1991 году в рамках Закона о поселениях было определено, что разделы закона, требующие трудоустройства только через Службу занятости, будут применяться только к тем, кто не является гражданами или резидентами Израиля. В Законе об условиях, принятом в конце 2002 года, вопрос найма иностранных работников регулировался отдельным законом, а положения об исключительности службы занятости были полностью отменены. В результате были созданы сайты, занимающиеся поиском работы (AllJobs, CVPOOL и другие).
В 1962 году начался процесс создания Службы занятости в арабских поселениях по всей стране, который до этого не находился в ведении службы занятости. В Службу занятости нанимались служащие для ухода за арабскими женщинами.
Службу занятости часто критикуют за неэффективность. В одном из отчетов государственного контролера утверждалось, что «основным продуктом службы занятости является выдача разрешений с целью получения пособий по безработице». С другой стороны, служба занятости утверждает, что она прошла процесс оптимизации и работает более эффективно, чем частные кадровые компании. В 2008 году служба занятости нашла работу около 120 000 человек.

## Принципы
Служба занятости находится под общим контролем министра экономики и промышленности и общественного совета, состоящего из представителей правительства, представителей работодателей и представителей организаций трудящихся.

### Основные направления деятельности
Основная роль службы занятости согласно статье 2 Закона о службе занятости заключается в регулировании рынка труда.
Регулирование рынка труда Службой занятости осуществляется посредством следующих действий:
- Концентрация новостей по рынку труда и публикация тенденций рынка труда
- Посредничество между соискателями работы и работодателями
- Направление на профессиональное обучение и переподготовку
- Консультирование, руководство и трудоустройство молодежи

Кроме того, служба занятости имеет право выдавать справки по безработице, подтверждающие право на получение пособия по безработице или поддержки дохода в соответствии с Законом о национальном страховании 1995 года и Законом о безопасности доходов 1980 года.
Услуги Службы занятости предоставляется бесплатно и без вмешательства в трудовые отношения через региональные бюро и/или филиалы, расположенные по всей стране.

### Статья 2 Закона о службе занятости
«Служба занятости должна будет собирать информацию о ситуации на рынке труда и тенденциях его развития в целях его регулирования: будет заниматься получением рабочих мест для желающих и направлением работников к желающим через бюро службы занятости. Служба занятости также будет заниматься консультированием молодых людей, ищущих работу во время выбора профессии и направлением их на подходящую работу, а также будет сотрудничать с другими органами в вопросах профессиональной подготовки и ориентации при выборе профессии. следить за их назначением на работу и их настойчивостью в ней».

## Услуги службы занятости

### Услуги для соискателей работы
Служба занятости предоставляют услуги соискателям работы, как широкой публике, так и особый режим для следующих групп:
- Демобилизованные солдаты или граждане, прошедшие национальную службу — служба работает над реализацией прав демобилизованных солдат в вопросах трудоустройства, отдавая приоритет при направлении на работу и профессиональные курсы.
- Лица с академической учёной степенью высшего учебного заведения, признанной в Израиле или за рубежом — трудоустраиваются через академическую службу и центры трудоустройства ученых в различных бюро.
- Новые репатрианты — даётся приоритет при трудоустройстве и профессиональной подготовке.
- Возвращающиеся из-за границы граждане.
- Подростки (15-18 лет, во время летних каникул с 14 лет).
- Лица, ограниченые в своей работоспособности.

Кроме того, одобрение Службы занятости дают вам право на получение пособия по безработице от Института национального страхования.

### Услуги для работодателей
- Подбор персонала, как постоянного, так и временного.
- Обучение персонала.